# Sommepy-Tahure
Sommepy-Tahure é uma comuna francesa na região administrativa do Grande Leste, no departamento de Marne. Estende-se por uma área de 68.24 km², e possui 632 habitantes, segundo o censo de 2018, com uma densidade de 9.3 hab/km².